# Batracomorphus diomede
Batracomorphus diomede är en insektsart som beskrevs av Knight 1983. Batracomorphus diomede ingår i släktet Batracomorphus och familjen dvärgstritar. Inga underarter finns listade i Catalogue of Life.